# Rio Nossob
Rio Nossob é um rio que se origina próximo a Windboek na Namíbia e tem seu final cerca de 740 km depois no Rio Molopo, cerca de 50 km ao sul de Twee Rivieren e a 900 metros de altitude.
É um rio que percorre os territórios da Namíbia e África do Sul.